# گره تور ماهیگیری
گره تور ماهیگیری نوعی گره از نوع گره‌های قلابی است. خاستگاه این گره اسکاتلند است. از آن جا که از این نوع گره در اتصال تور ماهی‌گیری به میله‌ها و حلقه‌ها استفاده می‌شود، به آن گره تور ماهی‌گیری می‌گویند.